# 2029
2029 (MMXXIX) kommer att bli ett normalår som börjar en måndag i den gregorianska kalendern.

## Händelser

### April
- 13 april – Asteroiden Apophis passerar jorden innanför månens bana.[1]

### Juni
- 7–10 juni – Val till Europaparlamentet väntas äga rum.

### Okänt datum
- Ray Kurzweil menar att maskinintelligensen detta år skall vara kapabel att klara Turingtestet.[2]
- Intel menar att superdatorer detta år skall kunna nå zettaflop-skalan.[3]

### Fotnoter
1. ↑  ”SkyandTelescope.com - News from Sky & Telescope - Asteroid 2004 MN4: A Really Near Miss!”. Arkiverad från originalet den 5 september 2008. https://web.archive.org/web/20080905173442/http://skyandtelescope.com/news/article_1458_1.asp. Läst 25 juni 2012.
2. ↑  Kurzweil, Raymond (2005). The Singularity Is Near: When Humans Transcend Biology. New York: Viking Press. sid. 200. ISBN 978-0-670-03384-3. OCLC 57201348
3. ↑  ”IDF: Intel says Moore's Law holds until 2029”. Heise Online. 4 april 2008. Arkiverad från originalet den 8 april 2008. https://web.archive.org/web/20080408130727/http://www.heise.de/english/newsticker/news/106017.